# Байтин, Айзик Абрамович
Айзик Абрамович Байтин (7 января 1899, Витебск Витебской губернии — 14 августа 1980, Ленинград) — советский учёный в области лесоустройства, кандидат экономических наук, доцент, заведующий кафедрой лесоустройства Ленинградской лесотехнической академии.

## Биография
Родился в 1899 году.
В 1926 году окончил лесохозяйственный факультет Петроградского лесного института.
В 1930 был приглашён профессором М. М. Орловым на кафедру лесной таксации и лесоустройства Ленинградской лесотехнической академии. Начав в должности ассистента, Айзик Абрамович стал одним из ведущих доцентов кафедры, а потом на протяжении многих лет — заведующим кафедрой экономики, организации и планирования лесного хозяйства, затем — кафедрой лесоустройства.
В годы Великой Отечественной войны заведовал кафедрой экономики и организации лесного хозяйства и лесной промышленности Уральского лесотехнического института. Одновременно проводил важную научную комплексную работу по рационализации лесного хозяйства на Урале, которая имела большое значение для выполнения заказов оборонной промышленности.
С 1947 заведующим кафедрой лесоустройства Ленинградской лесотехнической академии.
В 1964 году вышел на пенсию. Умер в 1980 году.

## Научная деятельеность
Автор свыше 100 научных работ. Подготовил более 20 кандидатов наук.
Принимал активное участие в составлении лесоустроительной инструкции 1951 года, был консультантом Всесоюзного объединения «Леспроект», Ленинградских трестов «Лесопроект» и «Гипролестранс», Управления Лесопарковой зоны Ленинграда.
По его инициативе и под руководством был создан и в 1950 вышел в свет первый в нашей стране учебник советского лесоустройства для лесных вузов, который затем (в 1961 и 1974 гг.) был дважды переиздан. Большая Советская Энциклопедия этот учебник указывает одним из трёх в разделе литература статьи «Лесоводство».

Под руководством А. А. Байтина и при его большом участии был создан в 1950 г. первый в советский период учебник по лесоустройству для лесных вузов. Появление этого учебника знаменовало очень важный факт — возникновение и развитие советского лесоустройства, принципиально отличного от лесоустройства капиталистических стран.— Лесной журнал, № 2, 1960

При участии А. А. Байтина решались коренные проблемы лесоустройства нашей страны, а также ряда братских социалистических стран. Одним из результатов этой сложной работы стало издание единственной в своем роде монографии «Лесоустройство в зарубежных странах» (1964 г.).— Лесной журнал, № 6, 1980

### Некоторые труды
- Лесной фонд СССР: Конспективный курс / доц. О. О. Герниц и доц. А. А. Байтин; Под ред. доц. Г. П. Мотовилова. — Ленинград: б. и., 1939. — 42 с.
- Техпромфинплан леспромхоза: конспективный курс / доц. А. А. Байтин; Под ред. доц. Г. П. Мотовилова. — Ленинград: б. и., 1939. — 102 с.
- Основы лесоустройства: Учебное пособие для лесотехн. и лесохоз. вузов / А. А. Байтин, Н. И. Баранов, О. О. Герниц [и др.]. — Москва; Ленинград: Гослесбумиздат, 1950. — 464 с.
- Лесоустройство: Учебник для лесохоз. фак. лесотехн. и других вузов / А. А. Байтин, Г. П. Мотовилов, О. О. Герниц и др. — 2-е изд.. — М.; Л.: Гослесбумиздат, 1961. — 284 с.
- Лесоустройство в зарубежных странах / А. А. Байтин, И. В. Логвинов, Д. П. Столяров. — Москва: Лесная промышленность, 1964. — 268 с.
- Участковый метод лесоустройства / А. А. Байтин, И. В. Логвинов, Д. П. Столяров и др. — Москва: Лесная промышленность, 1967. — 200 с.
- Труды профессора М. М. Орлова и их значение в лесном хозяйстве: Сборник статей: К 100-летию со дня рождения / Ред. коллегия: доц. А. А. Байтин (отв. ред.) и др. — Ленинград: б. и., 1969. — 158 с
- Лесоустройство: Учебник. — 3-е изд., испр. и доп. — Москва: Лесная промышленность, 1974. — 349 с.

Особая роль выдающихся учёных Ф. К. Арнольдта, А. Ф. Рудзского, М. М. Орлова и др. в заложении теоретических основ самобытного российского лесоустройства и в более поздние периоды — Н. П. Анучина, А. А. Байтина, Е. С. Мурахтанов, В. А. Бугаёва и многих других.
Ещё в 1893 г. А. Ф. Рудзский в книге «Руководство к устройству русских лесов» писал, что лесоустройство как наука представляет собой учение об учреждении лесного хозяйства, о заведении в лесу порядков, клонящихся к тому, чтобы цели хозяйства достигались как можно полнее.
А. А. Байтин и др. (1961), Е. С. Мурахтанов и др. (1983) определили научное содержание лесоустройства.
— Лесотехнический журнал, 2013 год

## Семья
- Брат — Иосиф Абрамович Байтин (1905—1985), художник.
- Брат — Леопольд Абрамович Байтин (1893—1949), военачальник.